# Rismyrtjärnen (Norsjö socken, Västerbotten)
Rismyrtjärnen är en sjö i Norsjö kommun i Västerbotten och ingår i Skellefteälvens huvudavrinningsområde.